# Stypommisa venosa
Stypommisa venosa är en tvåvingeart som först beskrevs av Jacques-Marie-Frangile Bigot 1892.  Stypommisa venosa ingår i släktet Stypommisa och familjen bromsar. Inga underarter finns listade i Catalogue of Life.